# Gunnar Fogelberg

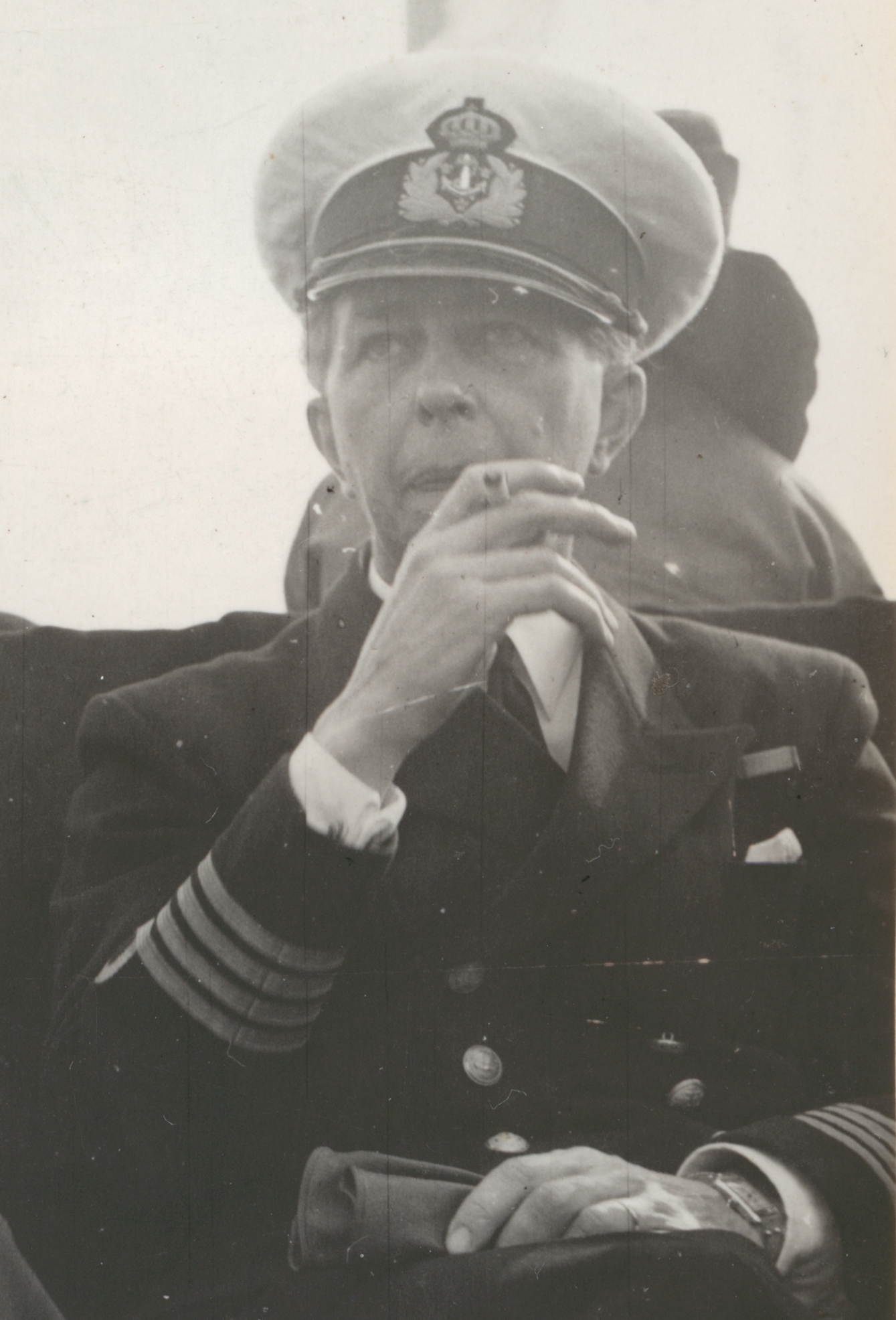
Gunnar Fogelberg, 1948.

Gunnar Olof Haqvin Fogelberg, född den 29 december 1903 i Ronneby, död den 22 maj 1987 i Täby, var en svensk sjömilitär.
Fogelberg blev fänrik vid flottan 1925 och löjtnant 1927. Efter att ha genomgått Sjökrigshögskolans stabskurs 1934–1935 blev han kapten 1938, kommendörkapten av andra graden 1943, av första graden 1946 och kommendör 1950. Fogelberg var stabschef för Sydkustens marindistrikt 1945–1948, chef för marinavdelningen vid försvarsstaben 1948–1950, inspektör för minväsendet 1950–1953 och för torped- och mintjänsten 1954–1957. Han genomgick Försvarshögskolans chefskurs 1957. Fogelberg var chef för Sjökrigshögskolan 1957 och befälhavande amiral i Marinkommando Väst 1957–1964. Han befordrades till konteramiral 1959. Fogelberg invaldes som ledamot av Örlogsmannasällskapet 1942 (hedersledamot 1959) och som ledamot av Krigsvetenskapsakademien 1955. Han blev riddare av Svärdsorden 1946, kommendör av Svärdsorden 1954 och kommendör av första klassen av Svärdsorden 1958. Fogelberg vilar på Norra begravningsplatsen utanför Stockholm.